# Амори Ноласко
Амори Ноласко (на испански: Amaury Nolasco) е американски актьор, станал много популярен с ролята на Фернандо Сукре в сериала „Бягство от затвора“.
Ноласко е роден в Пуерто Рико и завършва биология в един от тамошните университети с желанието да учи в академия по медицина и да стане лекар. Тогава, режисьор на реклами му предлага да играе роли и след няколко малки участия, Еймори заминава за Ню Йорк, където се записва в Американско-британското театрално училище. По-късно участва в популярни сериали като „От местопрестъплението“ и „Спешно отделение“.

## Филмография
- Умирай трудно: Денят настъпи (2013) – Мърфи
- Железен план (2009) – Палмър
- Бягство от затвора (2005 – 2009) – Фернандо Сукре
- Улични крале (2008) – Сантос
- Трансформърс (2007) – Хорхе Фигероа
- Г-н 3000 (2004) – Минадео
- Библиотекари (2003) – G-Man
- Спешно отделение (2002) – Рики
- От местопрестъплението (2001) – Хектор Делгадо